# Чапутович, Яцек
Я́цек Кши́штоф Чапуто́вич (пол. Jacek Krzysztof Czaputowicz; род. 30 мая 1956, Варшава) — польский политический и государственный деятель. Министр иностранных дел Польши с 9 января 2018 по 20 августа 2020 года.

## Биография

### Образование
В 1980 году был одним из основателей Независимого союза студентов. В 1986 году окончил Главную школу планирования и статистики в Варшаве (сейчас — Варшавская школа экономики). Получал последипломное образование в ведущих западных университетах (в том числе в Оксфордском университете).
В 1997 году в Институте политических исследований Польской академии наук защитил диссертацию на соискание ученой степени доктора гуманитарных наук (PhD) на тему «Система европейской безопасности после окончания „холодной войны“».
В 2008 году на факультете журналистики и наук о политике Варшавского университета ему была присвоена ученая степень хабилитированного доктора (Dr. hab.) гуманитарных наук на основании успешной защиты диссертации на тему «Теории международных отношений. Критика и систематизация».
В 2016 году получил ученое звание профессора.

### Карьера
Начиная с 1970-х годов сотрудничал с демократической оппозицией, в том числе с Комитетом защиты рабочих. Работал в «Солидарности» и Движении «Свобода и мир». Был одним из основателей Независимого союза студентов. В период военного положения был интернирован на срок более 11 месяцев.
В 1988—1990 годах был членом Гражданского комитета при председателе профсоюза «Солидарность» Лехе Валенсе. В 1990 году начал работу в Министерстве иностранных дел на должности вице-директора, директора Консульского департамента и эмиграции (1990—1992), в 2006—2008 годах — директор Департамента стратегии и планирования внешней политики.
Был заместителем председателя Совета государственной службы (2007—2009), Административного совета Европейского института публичной администрации в Маастрихте (2006—2010) и Совета государственной службы при Председателе Совета министров Польши (2007—2009). В 2008—2012 годах занимал должность директора Национальной школы публичной администрации. В 2014 году был членом программного совета партии «Право и справедливость». 15 сентября 2017 года премьер-министр Беата Шидло назначила его на должность заместителя госсекретаря в Министерстве иностранных дел. С января 2017 года занимал пост директора Дипломатической академии МИД Польши.
Является заведующим кафедрой методологии европейских исследований Института европеистики Варшавского университета. Преподавал также в Collegium Civitas, Варшавской школе экономики и Высшей школе бизнеса — National-Louis University в Новы-Сонче. Занимал должности главного редактора в квартальниках «Польша в Европе», «Гражданской службе» и «The Russian Yearbook of the Civil Service».
1 ноября 2018 года в Дуниловичах (Белоруссия) прошло торжественное открытие обновленного кладбища польских солдат с участием министра иностранных дел Польши Яцека Чапутовича, посла Польши в Республике Беларусь Артура Михальского и председателя Поставского райисполкома Сергея Чепика.
9 января 2018 года назначен министром иностранных дел Польши. Профессор Чапутович считает Россию угрозой Европейскому союзу.
20 августа 2020 года Яцек Чапутович подал в отставку.

## Награды и признание
- Офицер ордена Возрождения Польши (18 мая 2007 года)[3].
- Крест Свободы и солидарности (4 ноября 2017 года)[4].
- Орден «За заслуги» ІІІ степени (22 января 2021 года, Украина) — за значительный личный вклад в государственное строительство, укрепление национальной безопасности, социально-экономическое, научно-техническое, культурно-образовательное развитие Украинского государства, весомые трудовые достижения, многолетний добросовестный труд[5].
- Большой командорский крест ордена «За заслуги перед Литвой» (20 февраля 2019 года, Литва)[6].
- Офицер ордена Заслуг (2013 год, Венгрия)[7].
- Крест «За заслуги» (2021 год, Министерство иностранных дел Эстонии)[8].

## Избранные статьи
- Model bezpieczeństwa XXI wieku, .
- Bezpieczeństwo europejskie: koncepcje, instytucje, implikacje dla Polski (red.), 1997.
- System czy nieład? Bezpieczeństwo europejskie u progu XXI wieku, 1998.
- Integracja europejska — implikacje dla Polski: praca zbiorowa (red.), 1999.
- Rola państwa w Unii Europejskiej, 2004.
- Nauka o państwie (współautor), 2006.
- Teorie stosunków międzynarodowych: krytyka i systematyzacja, 2007.
- Administracja publiczna: wyzwania w dobie integracji europejskiej, 2008.
- Polityka zagraniczna Polski. Unia Europejska. Stany Zjednoczone. Sąsiedzi (red.), 2008.
- Administracja Polskiego Państwa Podziemnego i jej funkcje w okresie powstania warszawskiego (red.), 2011.
- Bezpieczeństwo międzynarodowe. Współczesne koncepcje, 2012.
- Suwerenność, 2013.
- Teoria realizmu w nauce o stosunkach międzynarodowych. Założenia i zastosowania badawcze, 2014.
- Studia europejskie. Wyzwania interdyscyplinarności (red.) 2014.
- Nauka o stosunkach międzynarodowych i studia europejskie w Polsce (współautor), 2015.
- Zastosowanie konstruktywizmu w studiach europejskich (red.), 2016.